# William Alexander Morgan
William Alexander Morgan Ruderth (Cleveland, Ohio, 19 d'abril de 1928 - Cuba, 11 de març de 1961) va ser un militar i guerriller estatunidenc que participà en la Revolució cubana. Era conegut com el «Comandant Ianqui». Fou declarat «Heroi de la Revolució Cubana».

## Primers anys
William Alexander Morgan fou un impetuós jove nord-americà que residia a l'estat de Michigan i als 18 anys es va enrolar a l'exèrcit dels Estats Units. Enviat al Japó com a part de les forces d'ocupació un cop acabada la Segona Guerra Mundial, tingué problemes de disciplina i el condemnaren a tres mesos de confinament; però als pocs dies d'estar pres aconseguí escapar.
Un cop capturat, fou enviat a complir cinc anys en una presó de Califòrnia, després el traslladaren a una presó de Michigan, prop del seu poble natal, Toledo. Allà el deixaren lliure, donant-lo de baixa de l'exèrcit amb un certificat expedit per deshonor, l'any 1950.

## Revolució cubana
Morgan era amic de Jack Turner, un traficant d'armes i drogues que feia tractes amb l'Exèrcit Rebel. Morgan s'uní a aquestes pràctiques a començaments de 1956. El 1958 pujà a la Serra de l'Escambray, a Las Villas, i s'incorporà al Segon Front Nacional de l'Escambray dirigit pel comandant Eloy Gutiérrez Menoyo.
Fent de guerriller a l'Escambray, Morgan s'enamorà d'una jove cubana també guerrillera, Olga María Rodríguez Farinas.

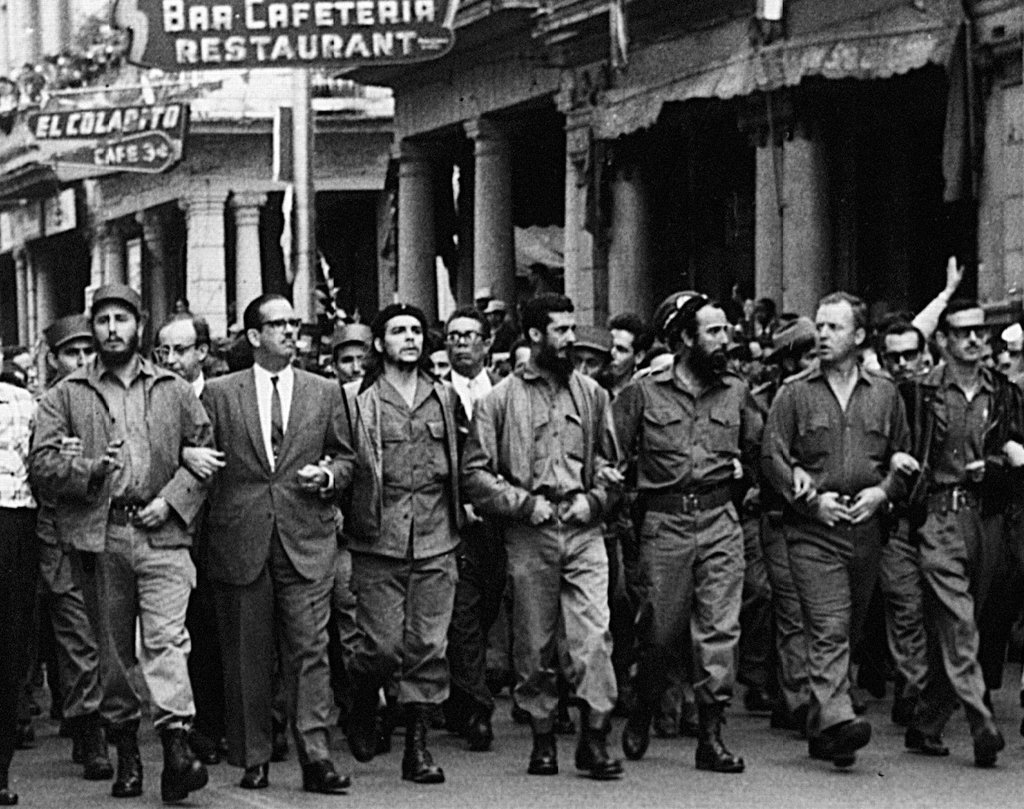
William Morgan (segon per la dreta)

Al triomf de la revolució l'u de gener de 1959, Morgan es feu càrrec de la ciutat de Cienfuegos. Cal subratllar que les principals ciutats de Cuba, així com un 85% dels pobles, van ser lliurats pacíficament per l'alt comandament de l'exèrcit que es trobava abatut i desmoralitzat a causa de l'ampli suport popular amb que comptava la guerrilla i per la fugida del dictador Fulgencio Batista, el qual havia encapçalat un cop d'estat l'any 1952.
Des de Cienfuegos, Morgan s'uní a la caravana triomfal de Fidel Castro, que partint des de Santiago de Cuba, recorria per la Carretera Central tota l'illa vers la capital del país.
Un cop a l'Havana, el comandant William Morgan es convertí en una de les figures populars de la revolució triomfant pel valor demostrat en els combats als voltants de Banao i perquè era un ciutadà nord-americà, fet que el projectaren com un heroi.

## La invasió de Trinidad
Un esdeveniment poc clar en la trajectòria de Morgan, és la seva participació en l'anomenada Invasió de Trinidad des de la República Dominicana.
En aquests mesos inicials de triomf revolucionari, els amics íntims de Morgan coneixien el seu anticomunisme i, en particular, els seus desacords amb l'argentí Che Guevara i el socialista Félix Torres González. Tenint en compte aquestes dades, els familiars i membres de l'antic règim dictatorial que preparaven una invasió des de Santo Domingo, contactaren amb Morgan per a prendre la ciutat de Trinidad i així començar una contrarevolució.
Eloy Gutiérrez, que havia estat el seu cap a les muntanyes, li comunicà els plans del grup opositor de la República Dominicana. Morgan, llavors seguint el planejat, informà als invasors que tenia sota control la ciutat de Trinidad i, quan aquests aterraren a l'aeroport el 12 agost de 1959, foren tots capturats.
El 15, tres dies després de la fracassada invasió a Trinidad, en una conferència per televisió, Fidel Castro presentà a Morgan com un heroi i manifestà: «Morgan és cubà, no americà».

## Comandant a l'Escambray i mort
Amb el temps, Morgan, que havia estat assignat a un pla industrial a la Serra de l'Escambray, segurament amb el propòsit de mantenir-lo aïllat atès els seus comentaris en descord a les contínues crítiques que es feien als Estats Units, organitzà un moviment amb el comandant Jesús Carreras i altres oficials anticomunistes de l'Exèrcit Rebel per a revertir el procés marxista de la revolució. En descobrir-se els fets, Morgan fou arrestat i empresonat al Castell de San Carlos de la Cabaña l'octubre de 1960.
Després de diversos mesos de presó, el 9 de març de 1961 se celebrà el judici en el qual el fiscal l'acusà de ser agent de la CIA i fou condemnat a mort.
Als dos dies, l'11 de març, de matinada, el comandant de la revolució cubana William Morgan, a l'edat de 32 anys, va ser afusellat. A la seva esposa la van condemnar a 12 anys de presó el 1961. El 1980, després d'haver complert completament la seva condemna, va viatjar als Estats Units dins d'un programa de refugiats.